# Automobilwerk Lauer
Automobilwerk Lauer GmbH war ein Automobilhersteller aus Leipzig, der zwischen 1922 und 1923 tätig war.
Das einzige Modell 5/15 PS war ein Kleinwagen. Er wurde von einem Vierzylinder-Reihenmotor mit 1250 cm³ Hubraum und 15 PS (11 kW) Leistung angetrieben.